# Володимир-Волинський район (1940—2020)

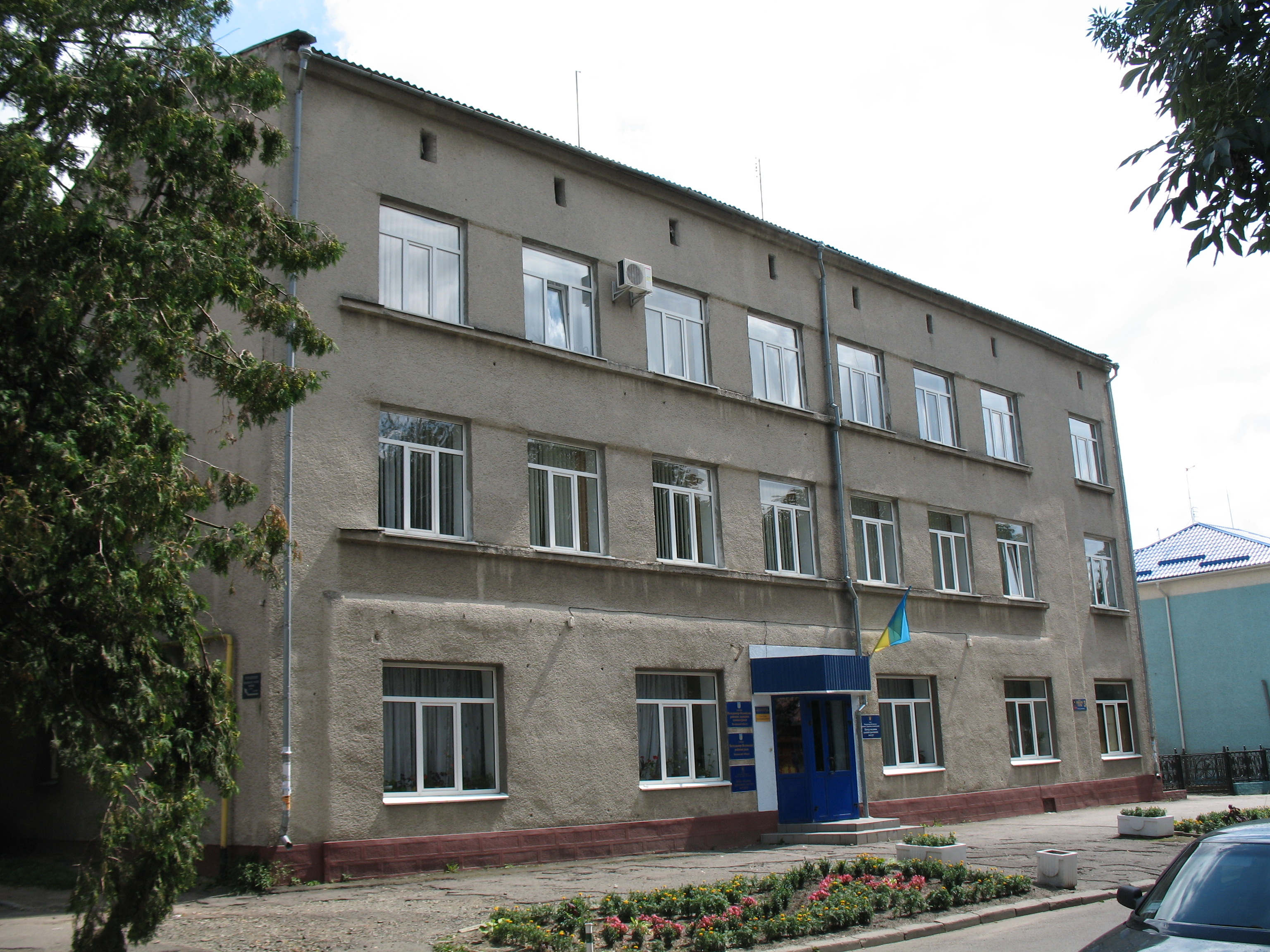
Будівля райдержадміністрації

Володимир-Волинський район — колишня адміністративно-територіальна одиниця в Україні, на південному-заході Волинської області. Адміністративний центр — місто Володимир-Волинський. Найбільше місто — Нововолинськ.
Ліквідований відповідно до Постанови Верховної Ради України «Про утворення та ліквідацію районів» від 17 липня 2020 року.

## Географія

### Природно-заповідний фонд

#### Гідрологічний заказник
Луга.

#### Загальнозоологічні заказники
Ішівський, Устилузький.

#### Ландшафтні заказники
Березовий гай, Мочиська.

#### Лісові заказники
Липовий Гай, Микуличі, Нехворощі, Новосілки, Стенжаричівський.

#### Ботанічні пам'ятки природи
Дерево бук, віком 150 років, Дуб-Велетень, Дуб звичайний 500 років.

#### Гідрологічна пам'ятка природи
Озеро Невидимка.

#### Зоологічна пам'ятка природи
Урочище Бискупичі.

#### Заповідне урочище
Гута.

#### Парк-пам'ятка садово-паркового мистецтва
Слов'янський парк.

## Історія
Багатими на історичне минуле в районі є місто Устилуг і село Зимне, в якому розміщений Зимненський Свято-Успенський Святогорський ставропігійний жіночий монастир. Перша згадка про Устилуг в літописах належить до 1150 року і пов'язана з ім'ям великого князя київського Ізяслава Мстиславовича.
Багато нелегких та багатостраждальних подій відбулося за 850 років існування міста. Його вигідне географічне положення, торговельне значення ставали приводом для спустошливих нападів, боротьби за устилузьку землю.
У 1240 році орди Батия захопили та майже повністю зруйнували місто. В період литовсько-польського панування на Волині Устилуг був володінням багатьох феодалів, міжусобиці між якими дуже перешкоджали розвитку міста.
У 1595 році українське населення міста підтримало селянсько-козацькі загони Наливайка в боротьбі проти панщини. Жителі міста взяли активну участь у національно-визвольній війні українського народу під проводом Богдана Хмельницького у 1648—1654 роках. В 1812 році, під час навали наполеонівських військ, Устилуг знову стає ареною воєнних дій.
Наприкінці XIX — на початку XX століття з історією міста тісно пов'язане ім'я Ігоря Федоровича Стравінського — всесвітньо відомого композитора, який жив і працював у цьому мальовничому місті. Неподалік з будинком Стравінського знаходився будинок Белянкіна, випускника Філадельфійського суднобудівного університету, капітана I рангу. Багато зусиль доклали Белянкіни для соціального розвитку міста. Тут була заснована лікарня на 25 ліжок, в якій надавались безкоштовна медична допомога робітникам, для їх дітей була відкрита школа.
Устилузька земля стала благодатною не тільки для творчості і праці відомого композитора, тут народилась заслужений діяч науки, член — кореспондент Академії медичних наук Олена Хохол.
Багато лиха завдала жителям Устилуга Перша Світова війна, після якої настали довгі роки поневолення.
З січня 1940 року Устилуг став на короткий час районним центром.
За 5 км від м. Володимира — Волинського, на південь, на гористому, лівому березі р. Луги в селі Зимне стоїть величний православний монастир.
В 988 році великий князь Володимир прийняв православне християнство з Греції, а охрестивши свій народ, почав будувати церкви, храми та училища. Збудував князь церкви та заклав єпископство у місті Володимирі, котре було назване в честь князя. Село Зимне було тоді передмістям великого міста, де постійно знаходився князь.
Монастир прославився чудесами від чудотворного образу і святим життям Зимненських ченців.
В Зимненському монастирі проживали перші Волинські святі — Стефан (1091—1094 р.), І.Амфілохий (1105—1121 р.), що були тут єпископами. Побував в Зимненському монастирі і преп. Нестор-літописець, який був пострижеником єпископа Стефана і в 1097 р. був у Володимирі «смотренія раді училищ і постановленія учителя». В свій час тут був ігуменом Ніфонт, з часом єпископ Новгородський, продовжувач літопису преп. Нестора від 1116 до 1157 рр., славний захисник церковних канонів.
У цьому монастирі похоронені два православні Володимирські єпископи: Іосаф і Василій за часу володарювання Данила Романовича (1222—1266).
Проходили століття, церкви приходили в занепад, тільки зусилля православного люду Волині знову поставили його на належну висоту, а був час, коли його навіть зрівнювали з Київським Печерським монастирем і називали Печерським монастирем на Святій Горі.
Старовинні православні князівські родини: Курцевичі, Козики, Вишневецькі, Радзивіли, Сангушки, Киселі і багато інших, охоче складали пожертви для прикраси храмів. Потім цей монастир перейшов під опіку князів Чорторийських.
Після укладення Берестейської унії 1596 року монастир лишень через 86 років став греко-католицьким (1682), 113 років він не був православним.
У 1795 році, спочатку як парафіяльну церкву, а потім як дочірній монастир від Корецького жіночого, його передали православним.
У 1861 році відновлено церкви, а в 1892 до Зимненської обителі переведено черниць з Корецького монастиря. Монастир, заснований князем Володимиром, почав заново своє існування, тепер на правах жіночого.
6 вересня 1990 року єпископ Волинський і Луцький Варфоломій освятив погост, стіни монастиря.

## Адміністративний устрій
Район поділяється на 1 міську раду і 20 сільських рад, що об'єднують 78 населених пунктів. Адміністративний центр — місто Володимир-Волинський.

## Транспорт
Територією району проходять автошляхи: Н22, Р15 та Т 0302.
На території району є дві залізничні станції: Ізов та Овадне; зупинний пункт Бубнів.

## Населення
Розподіл населення за віком та статтю (2001)
| Стать | Всього | До 15 років | 15-24 | 25-44 | 45-64 | 65-85 | Понад 85 |
| --- | ------ | ----------- | ----- | ----- | ----- | ----- | -------- |
| Чоловіки | 13 340 | 2804        | 2060  | 3976  | 2709  | 1710  | 81       |
| Жінки | 15 106 | 2673        | 1935  | 3633  | 3256  | 3352  | 257      |
| \| Статево-вікова піраміда \| Статево-вікова піраміда \| Статево-вікова піраміда \| \| ----------------------- \| ----------------------- \| ----------------------- \| \| Чоловіки \| Вік \| Жінки \| \| 81 \| 85 + \| 257 \| \| 109 \| 80-84 \| 305 \| \| 339 \| 75-79 \| 810 \| \| 622 \| 70-74 \| 1126 \| \| 640 \| 65-69 \| 1111 \| \| 589 \| 60-64 \| 901 \| \| 499 \| 55-59 \| 682 \| \| 764 \| 50-54 \| 786 \| \| 857 \| 45-49 \| 887 \| \| 1113 \| 40-44 \| 954 \| \| 939 \| 35-39 \| 860 \| \| 948 \| 30-34 \| 865 \| \| 976 \| 25-29 \| 954 \| \| 1002 \| 20-24 \| 914 \| \| 1058 \| 15-20 \| 1021 \| \| 1033 \| 10-14 \| 962 \| \| 972 \| 5-9 \| 948 \| \| 799 \| 0-4 \| 763 \| |        |             |       |       |       |       |          |
| Статево-вікова піраміда |        |             |       |       |       |       |          |
| Чоловіки | Вік    | Жінки       |       |       |       |       |          |
| 81 | 85 +   | 257         |       |       |       |       |          |
| 109 | 80-84  | 305         |       |       |       |       |          |
| 339 | 75-79  | 810         |       |       |       |       |          |
| 622 | 70-74  | 1126        |       |       |       |       |          |
| 640 | 65-69  | 1111        |       |       |       |       |          |
| 589 | 60-64  | 901         |       |       |       |       |          |
| 499 | 55-59  | 682         |       |       |       |       |          |
| 764 | 50-54  | 786         |       |       |       |       |          |
| 857 | 45-49  | 887         |       |       |       |       |          |
| 1113 | 40-44  | 954         |       |       |       |       |          |
| 939 | 35-39  | 860         |       |       |       |       |          |
| 948 | 30-34  | 865         |       |       |       |       |          |
| 976 | 25-29  | 954         |       |       |       |       |          |
| 1002 | 20-24  | 914         |       |       |       |       |          |
| 1058 | 15-20  | 1021        |       |       |       |       |          |
| 1033 | 10-14  | 962         |       |       |       |       |          |
| 972 | 5-9    | 948         |       |       |       |       |          |
| 799 | 0-4    | 763         |       |       |       |       |          |

## Політика
25 травня 2014 року відбулися Президентські вибори України. У межах Володимир-Волинського району було створено 67 виборчих дільниць. Явка на виборах складала — 77,13 % (проголосували 15 933 із 20 656 виборців). Найбільшу кількість голосів отримав Петро Порошенко — 47,40 % (7 553 виборців); Юлія Тимошенко — 21,45 % (3 417 виборців), Олег Ляшко — 15,65 % (2 493 виборців), Анатолій Гриценко — 6,80 % (1 083 виборців). Решта кандидатів набрали меншу кількість голосів. Кількість недійсних або зіпсованих бюлетенів — 0,53 %.

## Пам'ятки
- Перелік пам'яток історії Володимир-Волинського району
- Перелік пам'яток археології Володимир-Волинського району
- Перелік пам'яток монументального мистецтва Володимир-Волинського району
- Пам'ятки архітектури Володимир-Волинського району